# Eine Nacht in Venedig
Eine Nacht in Venedig (en alemany, Una nit a Venècia) és una opereta còmica en tres actes amb música de Johann Strauss fill i llibret de Friedrich Zell (Camilo Walzel) i Richard Genée basat en Le Château Trompette (1860), de François-Auguste Gevaert. L'estrena es va dur a terme a Berlín el 3 d'octubre de 1883 en el Neuen Friedrich-Wilhelmstädtischen Theater i és l'única de les operetes de Strauss que es va estrenar fora de Viena.
La primera representació no és la versió que es representa avui dia, ja que el llibret va ser sotmès a diverses revisions. Els primers comentaris de l'estrena a Berlín van ser desfavorables. Impassible, Strauss al costat dels seus llibretistes van fer diverses modificacions a l'obra i aquesta vegada es va anotar un triomf en la seva nativa Viena en el famós Theater an der Wien el 9 d'octubre de 1883. Va ser representada quaranta-quatre vegades consecutives i es va establir com una de les tres obres més famoses de Strauss al costat de Die Fledermaus i Der Zigeunerbaron. Strauss va treure alguns temes de l'obra i les va presentar com a peces individuals com el Lagunen Walzer op. 411 (Vals de la llacuna) i la polca Die Tauben von San Marco op. 414 (Els coloms de Sant Marc) que gaudeixen de gran popularitat.
Una producció de 1923, protagonitzada per Richard Tauber al Theater an der Wien, va utilitzar una partitura i un llibret revisats pel compositor Erich Wolfgang Korngold i l'escriptor Hubert Marischka, que més tard es van utilitzar en altres produccions i gravacions.